# أندريه ايسبوسيتو
أندريه ايسبوسيتو (بالفرنسية: Andrée Esposito)‏ هي مغنية ومغنية أوبرا فرنسية، ولدت في 7 فبراير 1934 في الجزائر في الجزائر.

## وصلات خارجية
- أندريه ايسبوسيتو على موقع ميوزك برينز (الإنجليزية)
- أندريه ايسبوسيتو على موقع أول ميوزيك (الإنجليزية)
- أندريه ايسبوسيتو على موقع ديسكوغز (الإنجليزية)